# Вахнівська волость
Вахнівська волость — адміністративно-територіальна одиниця Бердичівського повіту Київської губернії з центром у містечку Вахнівка.
Станом на 1886 рік складалася з 7 поселень, 7 сільських громад. Населення — 6063 осіб (2955 чоловічої статі та 3108 — жіночої), 707 дворових господарства.
|                     | Площа, десятин | У тому числі орної, десятин |
| ------------------- | -------------- | --------------------------- |
| Сільських громад    | 5963           | 5267                        |
| Приватної власності | 7107           | 5152                        |
| Казенної власності  | 116            | 80                          |
| Іншої власності     | 214            | 146                         |
| Загалом             | 13400          | 10645                       |

Поселення волості:
- Вахнівка — колишнє власницьке містечко за 70 верст від повітового міста, 1849 осіб, 222 двори, православна церква, католицький костел, синагога, 2 єврейських молитовних будинки, школа, поштова станція, 4 постоялих двора, постоялий будинок, 20 лавок, базари по неділях через тиждень, водяний і вітряний  млини. За версту — пивоварний завод.
- Брицьке — колишнє власницьке село, 1538 осіб, 208 дворів, православна церква, школа, 3 постоялих будинки, 2 водяних і 2 вітряних млини, горілчаний і винокурний заводи.
- Біла — колишнє власницьке село, 562 осіб, 85 дворів, православна церква, школа, постоялий будинок, водяний млин.
- Старі Мости (Журава) — колишнє власницьке село, 242 особи, 33 двори, школа, постоялий будинок, водяний млин.
- Шендерівка — колишнє власницьке село, 569 осіб, 86 дворів, православна церква, 2 постоялих будинки.